# Smutsia temminckii
El pangolín de Temmick o pangolín terrestre (Smutsia temmickii) es una de las cuatro especies de pangolín que pueden encontrarse en África y la única del sur y este de dicho continente. Aunque está presente en una zona bastante grande, es una especie rara y notoriamente difícil de encontrar. Su escasez se debe en parte a la caza realizada por los humanos para conseguir sus escamas, las cuales se usan en encantamientos amorosos, y en parte porque mueren en incendios de montes. Fue denominada en el pasado especie en peligro de extinción por el United States Fish and Wildlife Service.

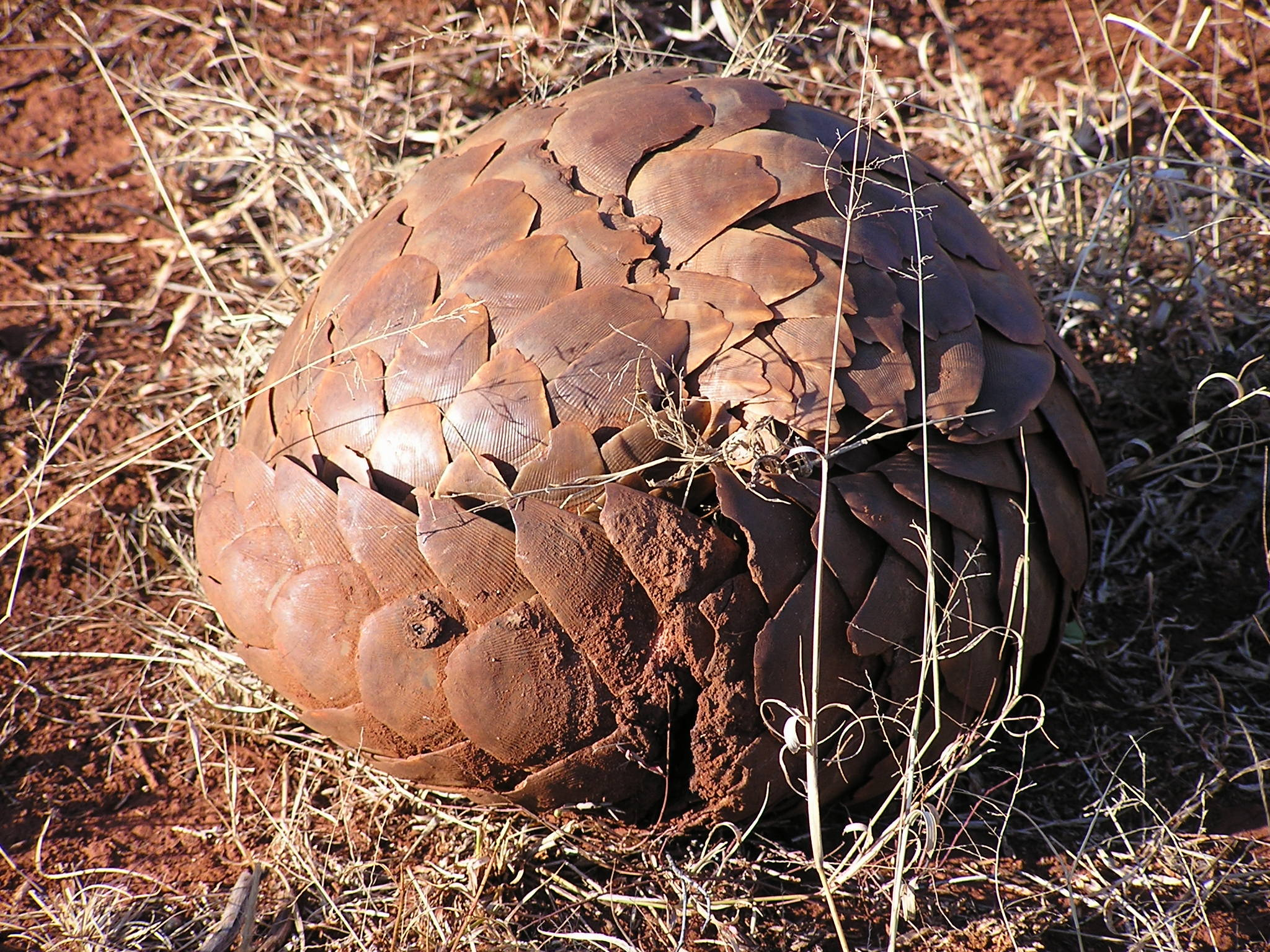
Pangolín terrestre arrollado en bola

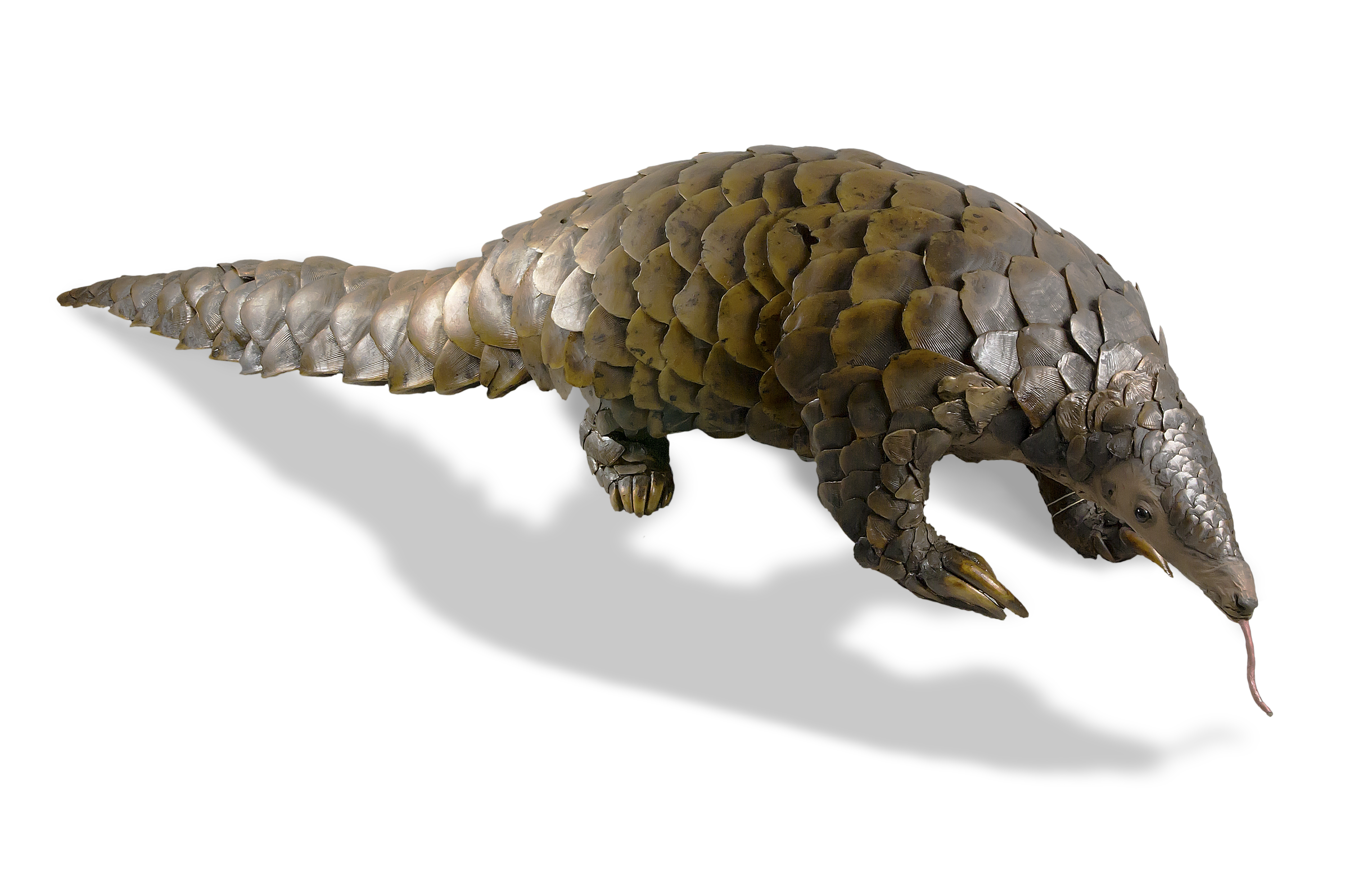
Manis temminckii - MHNT

Con la excepción de la parte inferior, están cubiertos de escamas extremadamente duras. Cuando se les amenaza, normalmente se enrollan en una bola para proteger su vulnerable vientre. Las escamas de la cola también pueden usarlas a modo de cuchillas para defenderse de sus atacantes. Pueden crecer hasta una longitud de 1 metro, con una longitud de la cola de entre 30 y 50 cm. Tienen una cabeza desproporcionadamente pequeña, poderosas patas traseras y pequeñas patas delanteras.
Al igual que otras especies de pangolín, son en gran parte nocturnos y totalmente terrestres, y se les puede encontrar normalmente en la sabana o bosque abierto, en general alimentándose de termitas u hormigas, para lo que usan una muy larga (hasta 50 cm) y pegajosa lengua que guardan en una bolsa de la boca cuando no la necesitan. Aunque son capaces de cavar sus propias madrigueras, prefieren ocupar los agujeros abandonados por facóqueros o cerdos hormigueros o tumbarse en la vegetación densa, haciendo aún más difícil su observación.
La especie recibió su nombre en honor al zoólogo holandés Coenraad Jacob Temminck.